# ガラ・デンベレ
ガラ・デンベレ（Garra Dembélé, 1986年2月21日 - ）は、フランス・ジュヌヴィリエ出身の元マリ代表サッカー選手。現役時代のポジションはFW。

## 来歴
1999年からフランスのクレールフォンテーヌ国立研究所に所属する。2002年にAJオセールのユースチームに移籍した。2007年1月、FCイストルに移籍し、その年の夏にデンマークのオーフスGFに移籍した。2008年7月、ギリシャのピエリコスFCに移籍した。そこでは32試合に出場し6ゴールを記録した。
2010年1月にブルガリアのPFCロコモティフ・プロヴディフに移籍し、14試合で5ゴールを決めた。6月9日、レフスキ・ソフィアに移籍した。このシーズン36試合に出場し34ゴールをマークし得点王に輝いた。
2011年6月13日、ドイツのSCフライブルクに移籍した。移籍金は推定200万ユーロとみられている。

## 代表歴
フランス代表としてユース世代はプレーしたが、A代表ではマリ代表でプレーすることを選択した。2011年2月8日、親善試合のコートジボワール代表戦でデビューを果たした。アフリカネイションズカップ2012のグループリーグ第3戦、ボツワナ戦で代表初得点を挙げた。

## 所属クラブ
- AJオセールB 2004-2006
- FCイストル 2007
- オーフスGF 2007-2008
- ピエリコスFC 2008-2009
- PFCロコモティフ・プロヴディフ 2010
- レフスキ・ソフィア 2010-2011
- SCフライブルク 2011-2013

→ 武漢卓爾足球倶楽部 2013 (loan)
- ドバイCSC 2014-2016
- FCゾロトゥルン 2017

## タイトル
個人
- ブルガリアA PFG得点王 2010-2011